# Anabasis truncata
Anabasis truncata (Schrenk) Bunge – gatunek rośliny z rodziny szarłatowatych (Amaranthaceae Juss.). Występuje naturalnie w Azji Środkowej, Kazachstanie, Rosji (południowo-zachodnia Syberia) oraz zachodnich Chinach (w regionie autonomicznym Sinciang). 

## Morfologia
PokrójBylina dorastająca do 10–20 cm wysokości. Pędy są omszone.
LiściePrzybierają formę łusek. Mają półokrągły kształt. Mierzą 1–2 mm długości. Blaszka liściowa jest o tępym lub ostrym wierzchołku.
KwiatyPojedyncze, rozwijają się w kątach pędów. Działki kielicha mają kształt od eliptycznego do podłużnego.
OwoceNiełupki przybierające kształt pęcherzy, przez co sprawiają wrażenie jakby były napompowane. Mają elipsoidalny kształt i brązowożółtawą barwę, osiągają 2–3 mm długości, otoczone są przez 3 działki kielicha ze skrzydełkiem.

## Biologia i ekologia
Rośnie na pustyniach i skarpach. Kwitnie od sierpnia do października.